# 抬头寺乡
抬头寺乡是中国山东省德州市德城区下辖的一个乡。

## 行政区划
抬头寺乡下辖小赵村、大赵村、杨胡店村、安庄村、吴寨村、罗李村、闫寨村、王坤村、齐庄村、曹庄村、抬头寺村、双庙村、水罗卜李村、毛庄村、刘集村、宋堂村、沟李村、武庄村、宫庄村、大韩村、白桥村、孙庄村、渠庄村、钱屯村、耿陈村、董庄村、王舍村、双庙陈村、侯庄村、刘千村、张申村、贺庄村、张庄村、解庄村、香椿刘村、马虎李村、白庄村、文庄村、满庄村、门庄村、打渔李村、大付庄村、小韩村、贾庄村、小付庄村。